# جورجو مالان
جورجو مالان (ایتالیایی: Giorgio Malan؛ زادهٔ ۲۷ ژانویهٔ ۲۰۰۰) ورزشکار پنج‌گانه مدرن اهل ایتالیا است.